# Acción Popular Independiente
Acción Popular Independiente (API) fue un partido político chileno, existente entre 1968 y 1973. Su principal líder fue Rafael Tarud Siwady.
Su símbolo fue un copihue rojo con el tallo verde en su extremo superior. Su órgano oficial fue la publicación Api —acrónimo de «Afirma, Pregunta, Informa»—, editada desde febrero hasta julio de 1973.

## Historia
Fue fundado en 1968, agrupando a elementos independientes, con pasado ibañista, caracterizado por su línea populista y la figura de su líder, el senador Rafael Tarud. Tuvo cierto arrastre en la colonia árabe residente en Chile, en la clase media de las provincias y en oficiales de ejército y policía.
En 1969, junto a otros partidos de izquierda, firmó el pacto de la Unidad Popular, representado por su presidente, Alfonso David Lebón, y en 1970 se fusionó junto a otros grupos de independientes que apoyaban la candidatura de Salvador Allende. Formó parte del sector moderado de la UP, manteniendo una postura crítica al gobierno.
Algunas de las ideas matrices del partido eran:

Rechazo de lo reaccionario y caduco del pasado; participación de los independientes en la vida nacional, Unidad popular y vía chilena de desarrollo; concordancia dialéctica y creadora de las demás fuerzas populares; hacía un Chile dinámico y una democracia participativa; un pueblo y un gobierno legítimamente fuertes, contra los privilegios y la amenaza exterior, unas FF.AA que sean escudo de la soberanía y de la voluntad de cambios del pueblo.

Presentó la candidatura presidencial de Tarud en 1970, obteniendo el apoyo del Partido Radical y el Partido Social Demócrata. Finalmente, entregó su respaldo a Salvador Allende como candidato de la coalición a las elecciones de ese año.
El partido fue legalizado por la Dirección del Registro Electoral el 27 de septiembre de 1971. En las elecciones parlamentarias de 1973 logró elegir dos diputados: Silvia Victoria Araya González y Luis Osvaldo Escobar Astaburuaga.
La API fue disuelta y proscrita por el Decreto Ley 77 del 8 de octubre de 1973, firmado por la Junta Militar, junto a los demás partidos que conformaban la Unidad Popular. Tarud partió al exilio, y en 1987 fue uno de los fundadores del Partido por la Democracia (PPD).

## Resultados electorales

### Elecciones parlamentarias
| Elección | Diputados | Diputados       | Diputados | Senadores         | Senadores         | Senadores |
| Elección | Votos     | % de votos      | Escaños   | Votos             | % de votos        | Escaños   |
| -------- | --------- | --------------- | --------- | ----------------- | ----------------- | --------- |
| 1973     | 29 972    | \| \| 0,83 % \| | 2/150     | Sin participación | Sin participación | 0/50      |
|          | 0,83 %    |                 |           |                   |                   |           |